# Koninklijke Racing Club Genk 2016-2017
Questa voce raccoglie le informazioni riguardanti lo  Koninklijke Racing Club Genk  nelle competizioni ufficiali della stagione 2016-2017.

## Rosa
| N. |                                 | Ruolo | Calciatore          |
| -- | ------------------------------- | ----- | ------------------- |
| 1  | Paesi Bassi (bandiera)          | P     | Marco Bizot         |
| 2  | Rep. Ceca (bandiera)            | D     | Jakub Brabec        |
| 3  | Serbia (bandiera)               | D     | Bojan Nastić        |
| 4  | Belgio (bandiera)               | D     | Dries Wouters       |
| 5  | Paesi Bassi (bandiera)          | D     | Sandy Walsh         |
| 6  | Belgio (bandiera)               | D     | Sébastien Dewaest   |
| 7  | Grecia (bandiera)               | A     | Nikolaos Karelis    |
| 8  | Ghana (bandiera)                | C     | Bennard Kumordzi    |
| 9  | Paesi Bassi (bandiera)          | C     | Jean-Paul Boëtius   |
| 10 | Bosnia ed Erzegovina (bandiera) | C     | Tino-Sven Sušić     |
| 11 | Spagna (bandiera)               | A     | José Naranjo        |
| 14 | Belgio (bandiera)               | C     | Leandro Trossard    |
| 15 | Gambia (bandiera)               | D     | Omar Colley         |
| 16 | Belgio (bandiera)               | A     | Dante Vanzeir       |
| 17 | Belgio (bandiera)               | A     | Holly Tshimanga     |
| 18 | Ucraina (bandiera)              | C     | Ruslan Malinovs'kyj |

| N. |                      | Ruolo | Calciatore          |
| -- | -------------------- | ----- | ------------------- |
| 19 | Belgio (bandiera)    | C     | Thomas Buffel       |
| 20 | Belgio (bandiera)    | C     | Paolo Sabak         |
| 21 | Finlandia (bandiera) | D     | Jere Uronen         |
| 22 | Belgio (bandiera)    | A     | Siebe Schrijvers    |
| 23 | Belgio (bandiera)    | D     | Rubin Seigers       |
| 24 | Spagna (bandiera)    | C     | Alejandro Pozuelo   |
| 25 | Norvegia (bandiera)  | C     | Sander Berge        |
| 26 | Australia (bandiera) | P     | Mathew Ryan         |
| 27 | Belgio (bandiera)    | C     | Laurens Vermijl     |
| 30 | Belgio (bandiera)    | P     | Nordin Jackers      |
| 32 | Belgio (bandiera)    | D     | Christophe Janssens |
| 41 | Belgio (bandiera)    | D     | Timothy Castagne    |
| 77 | Tanzania (bandiera)  | A     | Mbwana Samatta      |